# George M. Troup
George Michael Troup (McIntosh Bluff, 8 settembre 1780 – Contea di Montgomery, 26 aprile 1856) è stato un politico statunitense, 32º governatore della Georgia.
Uno dei politici più importanti della Georgia del XIX secolo, gli è dedicata la contea di Troup.

## Biografia

### Origini
Nacque nel 1780, in quello che sarebbe successivamente diventato l'Alabama, dal capitano George Troup e dalla moglie Catherine McIntosh. Il suo villaggio natale, McIntosh Bluff, era un avamposto dei coloni scozzesi del clan McIntosh, di cui faceva parte la madre (anche se non sono chiare le sue esatte ascendenze). Era il secondo di sei fratelli, come testimoniano le loro date di nascita registrate dal padre su di un'antica Bibbia.
Andò a studiare a Princeton, diventando avvocato nel 1797, trasferendosi poi a Savannah, in Georgia. L'avvocatura gli permise di arricchirsi, e presto assieme al fratello Robert divenne uno dei proprietari terrieri più importanti dello Stato, con numerose piantagioni e centinaia di schiavi.

### Carriera politica

#### Inizi
Coinvolto in politica fin dal 1801, nel 1807 venne eletto alla Camera dei Rappresentanti per quattro mandati consecutivi, passando poi ad un seggio al Senato. Nel 1818 tuttavia si dimise anticipatamente per presiedere la commissione senatoriale per gli Affari Militari.
Alleato da sempre con William H. Crawford in opposizione a John Clark, nel 1819 lo sfidò per diventare governatore della Georgia, venendo sconfitto; quattro anni più tardi, dato il limite al mandato di Clark, Troup poté essere eletto al suo posto senza opposizione.

#### Governatore della Georgia
Fermo sostenitore della dottrina politica del Destino Manifesto, Troup era fortemente espansionista e aggressivo nei confronti dei nativi americani, tanto che, insoddisfatto della lentezza del governo centrale nelle negoziazioni per le terre dei Creek, decise di agire in autonomia. Grazie alla sua parentela con William McIntosh, capo creek e suo cugino, ottenne sulle cessioni delle terre indiane un trattato vantaggioso per i coloni; ciò fece infuriare i Creek, che assassinarono McIntosh e i capi suoi alleati, e la situazione convulsa portò il presidente degli Stati Uniti John Quincy Adams ad intervenire direttamente invalidando gli accordi presi da Troup.
Il governatore non accettò l'intervento di Adams, e ordinò la rimozione forzata e immediata dei Creek. Il presidente minacciò allora di inviare l'esercito e destituire Troup, al che egli rispose mobilitando la milizia della Georgia, in un vero e proprio prodromo della guerra civile americana. Adams, temendo di compromettersi causando la ribellione di uno degli Stati costituenti, decise di non immischiarsi più negli affari georgiani, di fatto abbandonando i Creek al loro destino e permettendone l'espulsione. La maggior parte dei Creek venne rimossa dalla Georgia entro il termine del mandato di Troup, costringendoli ad intraprendere il sentiero delle lacrime.

#### Carriera successiva e morte
Rieletto nel 1825, due anni più tardi decadde dalla carica di governatore e venne rieletto al Senato, aderendo al nuovo Partito Democratico di Andrew Jackson. Si ritirò anticipatamente nel 1833, abbandonando la politica e trascorrendo il resto della sua vita nelle sue piantagioni, dove morì nel 1856.